# Giuseppe Pietro Bagetti
Giuseppe Pietro Bagetti (Torino, 14 aprile 1764 – Torino, 29 aprile 1831) è stato un pittore e architetto italiano, noto soprattutto come vedutista.

## Biografia
Pur avendo studiato come architetto presso l'Università degli Studi Torino, è noto per la sua collaborazione con l'armata francese durante la prima campagna napoleonica d'Italia. I suoi paesaggi sono il racconto del viver quotidiano tra la fine del XVIII e l'inizio del XIX secolo. A questo periodo appartiene una fortunata serie di vedute che rappresenta le vittoriose battaglie di Napoleone negli anni dal 1796 al 1800.
Va detto che per l'esecuzioni dei suoi disegni, Bagetti studiava direttamente sulle carte topografiche. Era solito inoltre, prima di disegnare i suoi schizzi sul campo, raccogliere informazioni da testimoni oculari o protagonisti della vicenda. Grazie alle conoscenze tecniche acquisite negli studi da architetto, riusciva a ritrarre una realtà particolarmente fedele. I suoi acquarelli sono nitidi e dettagliati. Il gioco di equilibri fra le varie parti dell'insieme, offre la sensazione di un tutto armonico in cui non vi è percezione di dettagli che alterino l'unità d'effetto. Anche se la descrizione è particolareggiata, tutto è proporzionato e studiato per consentire all'osservatore d'abbracciare l'insieme con un solo colpo d'occhio.
Formatosi in ambito musicale sotto la guida di Bernardo Ottani che si dedicava anche alla pittura, Giuseppe Pietro Bagetti apprese la tecnica dell'acquerello da Pietro Giacomo Palmieri. Il 23 dicembre 1782 ottenne, dalla Regia Università di Torino,  l'abilitazione come architetto civile e militare.
Dal 1792 insegnò disegno topografico e fu al servizio di Vittorio Amedeo III come regio disegnatore di vedute e paesaggi. Dal 1793 seguì le regie armate di Sardegna nel contado di Nizza e Tolone con l'incarico di disegnare tutti i fatti d'arme di quella campagna.
Dopo il rientro a Torino, nel 1797 ebbe l'incarico di docente di topografia presso la Scuola del Genio e il Reale Corpo di Artiglieria. In seguito all'occupazione francese entrò a far parte dell'Ufficio topografico piemontese col grado di Capitano Ingegnere Geografo. Fu successivamente assegnato all'Armata d'Italia come artiste chargé d'exécuter les vues des sites les plus intéressants des principales affaires aux quelles la guerre va donner lieu.

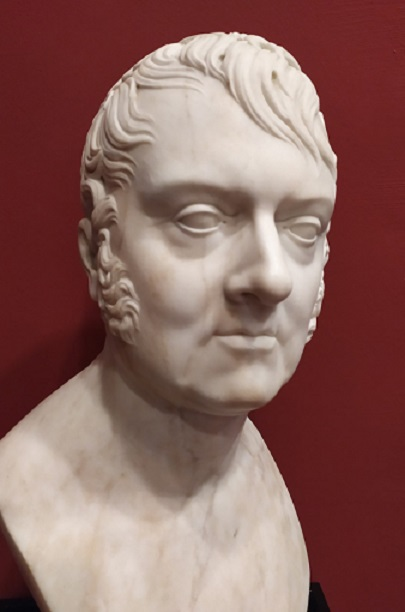
Bagetti ritratto da Giacomo Spalla

Uno dei primi compiti affidatogli fu la raffigurazione della Battaglia di Marengo, emblematico scontro che fece nascere il mito napoleonico. Per i suoi meriti sul campo fu nominato capitain ingénieur géographe artiste.
Dal 1802 al 1805, distaccato alla sezione topografica piemontese sotto il comando del capitano Joseph Marie François de Martinel, percorse il territorio compreso fra la Liguria, le Alpi Marittime e la Pianura Padana, disegnando le vedute delle principali battaglie dell'esercito francese combattute durante la Prima Campagna d'Italia. Successivamente seguì l'Armata del Nord in Germania e partecipò alla Campagna di Russia, producendo la documentazione grafica delle più importanti operazioni militari condotte su quei fronti. Nel 1806 si trasferì a Parigi. Tra il 1806 e il 1807 realizzò una seconda serie di vedute nella ex Repubblica di Venezia.
Nel 1807, per volere di Napoleone,  la serie completa dei suoi 68 acquerelli fu collocata nella Galleria del Castello di Fontainebleau.
Nel 1811 l'imperatore gli attribuì la Legion d'onore per aver eseguito una carta geografica con veduta a volo d'uccello dell'Italia, dalle Alpi fino a Napoli, mentre nel 1812 espose al Salon di Parigi e fu premiato con una medaglia d'oro. 
Nel 1815, dopo la caduta dell'impero fece ritorno a Torino, per insegnare topografia all'Accademia militare e pittura ad acquarello all'Accademia di Belle Arti. Fu inoltre al servizio dei Savoia, per i quali dipinse i paesaggi destinati a decorare il Castello di Moncalieri, tra cui la Veduta di Moncalieri e La sagra di S. Michele.
Nel 1827 pubblicò un trattato intitolato Analisi dell'unità di effetto nella pittura e dell'imitazione nelle belle arti.
I suoi schizzi sul campo furono utilizzati come base per una serie di acquerelli e tempere realizzati dall'ingegnere geografo Gautier e dai topografi Pasquieri e Bucler d'Albe. Dalla metà del XIX secolo le coppie dei suoi lavori si moltiplicarono grazie al lavoro di Morel e Parent.
Intorno al 1830, sotto la guida del direttore del dipartimento della guerra francese, Général Pelet, si diede inizio all'incisione delle opere di Bagetti, che servirono alla realizzazione del catalogo, Vues des champs de bataille.
Il pittore morì a Torino il 29 aprile 1831. Nel 1834 Luigi Filippo di Francia fece trasferire i 68 acquerelli a Versailles nel Castello ristrutturato come Musée de l'Histoire de France.
Le sue opere sono conservate al Musée de l'Armée di Vincennes vicino a Parigi, al Musée de l'Histoire de France di Versailles e Trianon e alla Galleria civica d'arte moderna e contemporanea, all'Accademia Albertina, al Palazzo Reale, al Museo Nazionale del Risorgimento Italiano e alla Biblioteca Reale di Torino.

## Opere

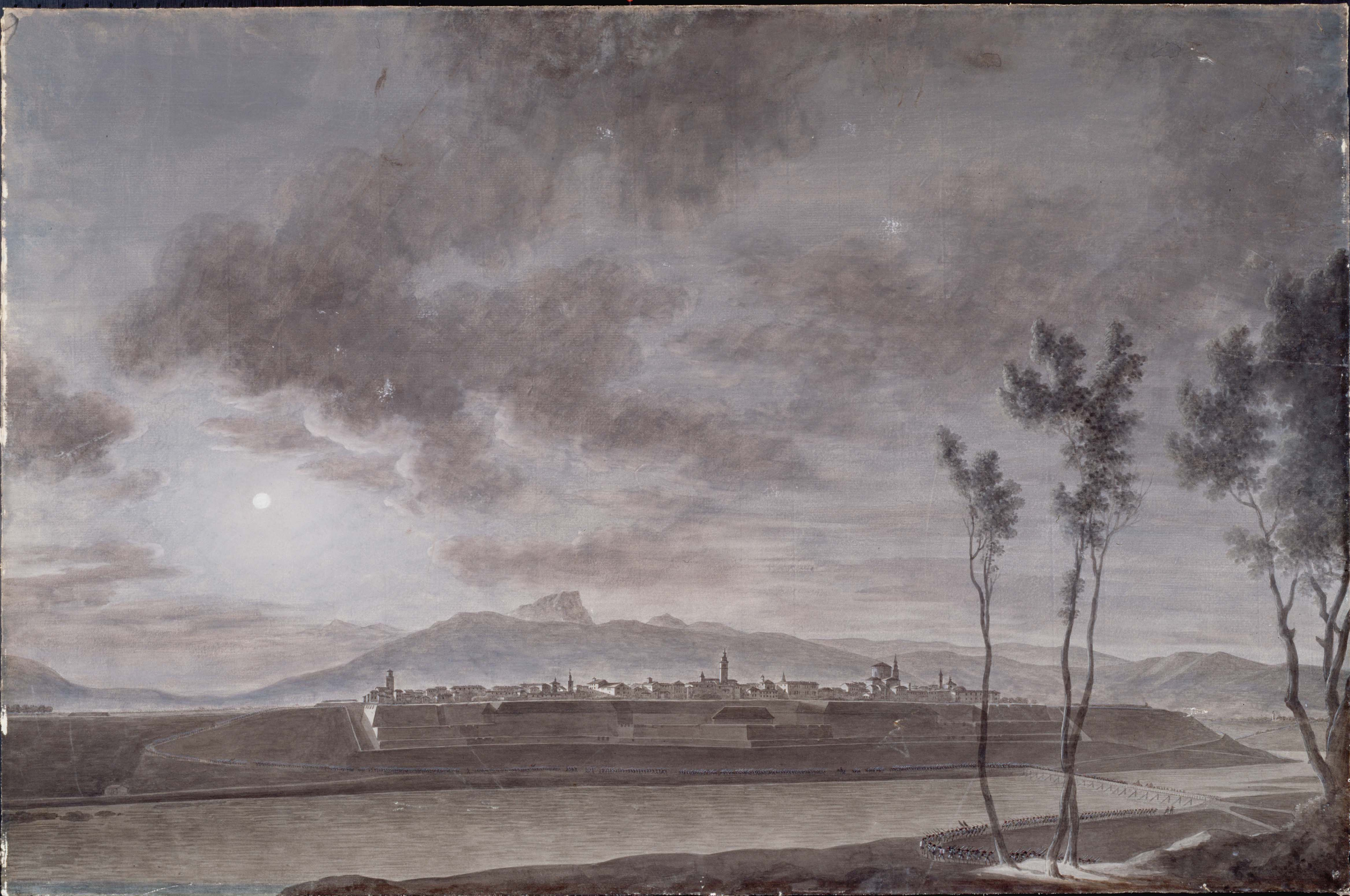
L'esercito di Napoleone occupa la fortezza di Cuneo, 28 aprile 1796
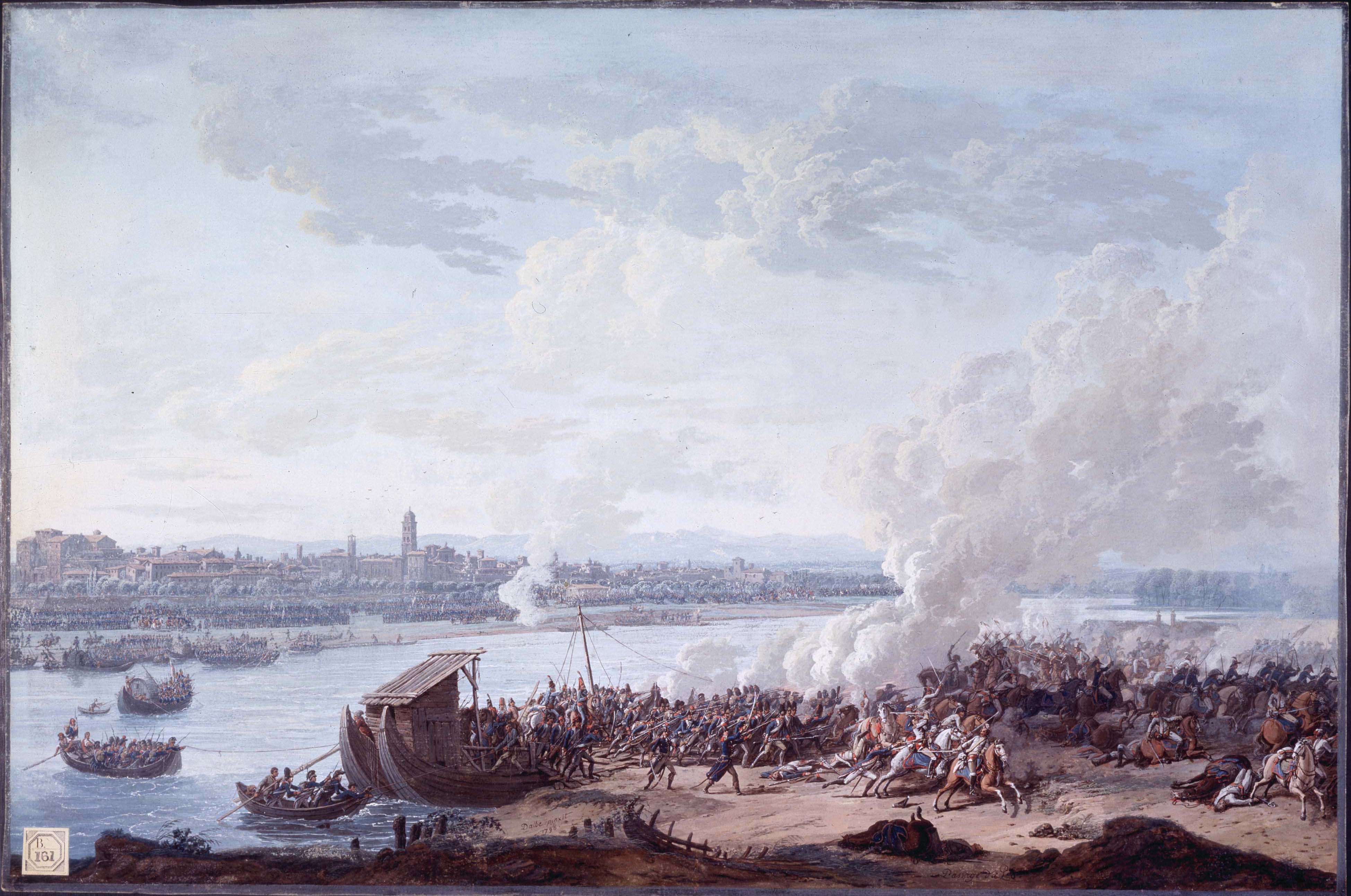
I francesi passano il Po a Piacenza, 7 maggio 1796
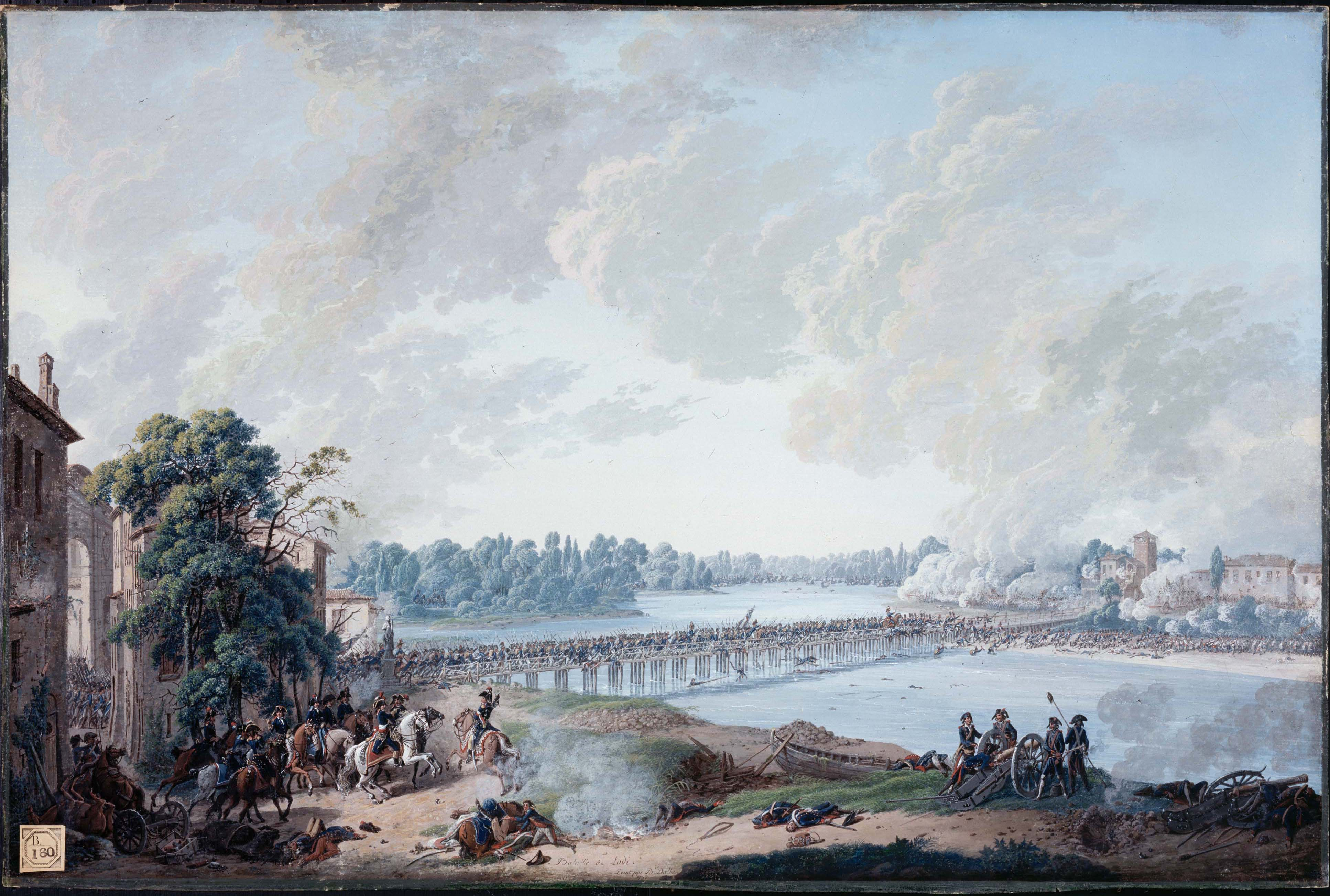
La Battaglia del ponte di Lodi, 10 maggio 1796
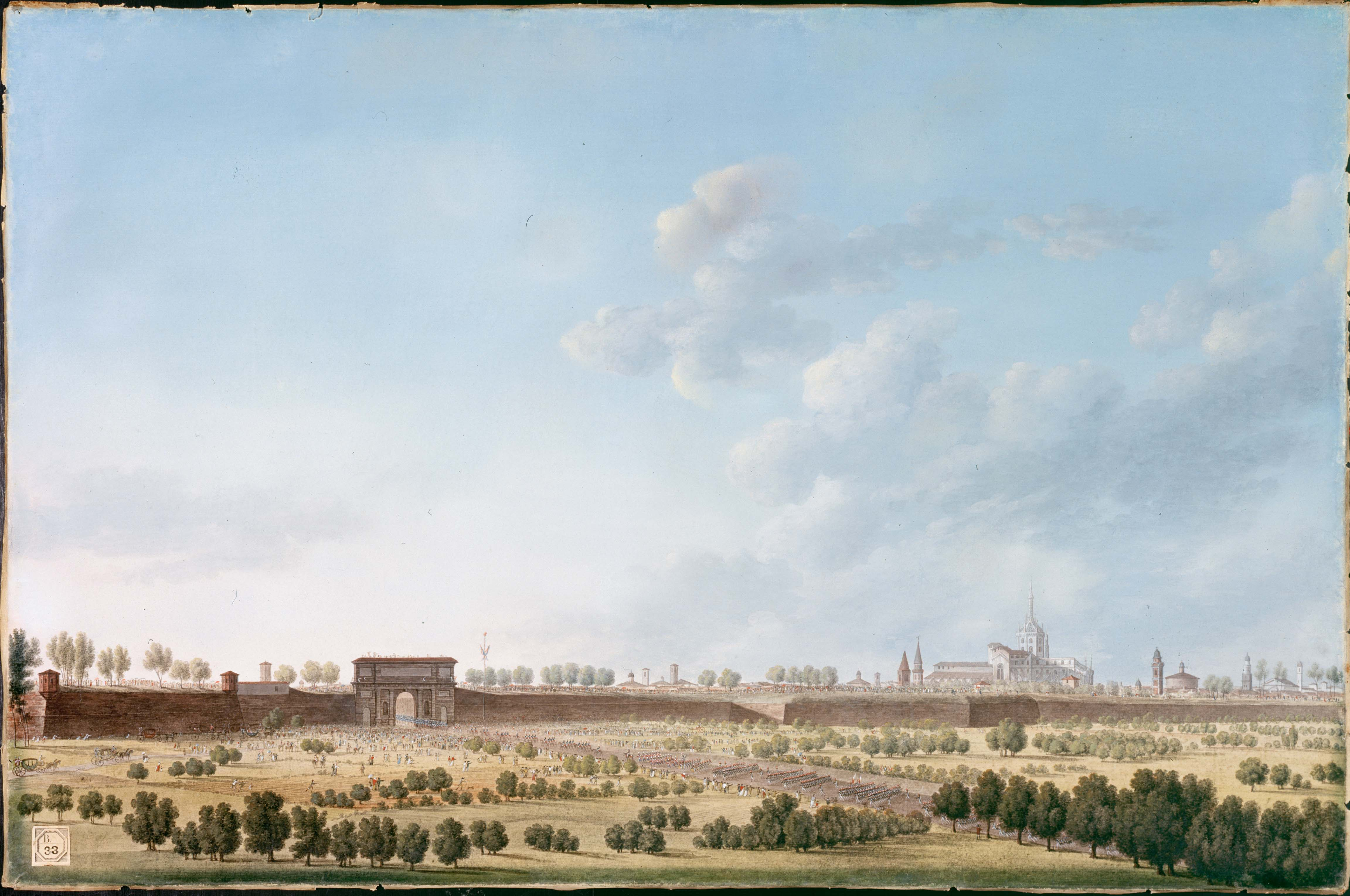
Napoleone entra a Milano, 15 maggio 1796